# 福卡陨石坑
福卡陨石坑（Focas）是位于月球背面南半部的一座撞击坑，其名称取自希腊裔法籍天文学家让-亨利·福卡（1909年-1969年），1970年被国际天文学联合会批准接受。

## 描述

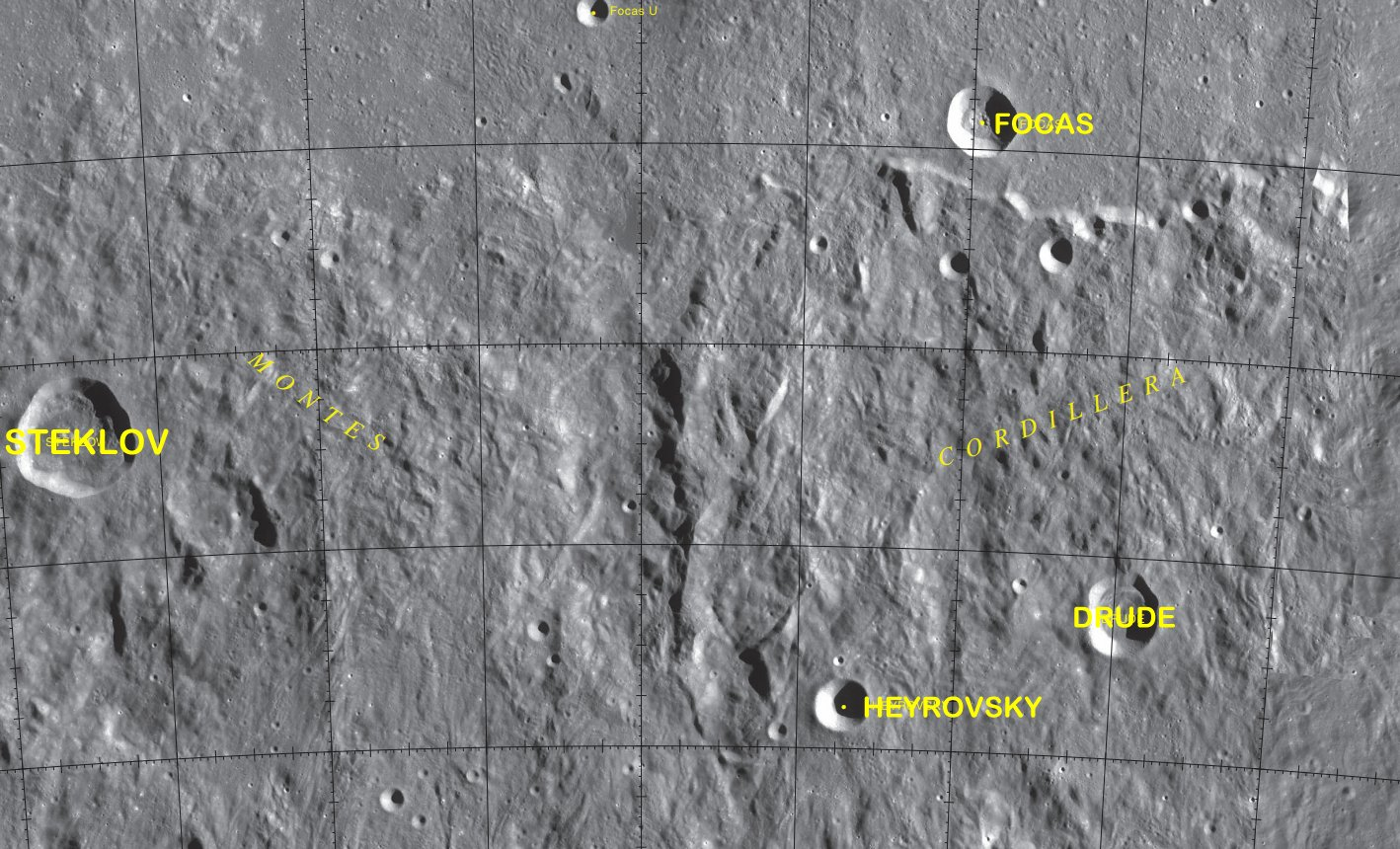
福卡陨石坑的周边，LAC-123 区域图

该陨坑坐落在科迪勒拉山脉与鲁克山脉之间宽阔的南部山谷中，所处环境相对孤立，最邻近的是向东稍远，也位于科迪勒拉山脉内侧的赖特陨石坑和沙勒陨石坑，而往南则是位于山脉另一侧的海罗夫斯基陨石坑和德鲁德陨石坑。它的西北偏北则蜿蜒着长约100公里的福卡月溪。该陨坑中心月面坐标为33°42′N 93°55′W / 33.70°N 93.91°W，直径22.04公里，深度约1.829公里。
福卡陨石坑外形圆状，几乎未受到明显的侵蚀磨损，坑壁边沿尖峭、清晰，内侧壁平整陡峭，它的坑壁最大高出周边地形810米，内部容积约301.58公里3。坑底直径约为陨坑的一半，表面地形略为崎岖，靠中心分布有一道小山脊。
该陨坑偶尔通过月球摄动会进入地球视野范围，但只能看到它的侧面，很多细节无法看清。

## 卫星陨石坑
按惯例，最靠近福卡陨石坑的卫星坑在月图上以字母标注在该坑中心点的旁边。

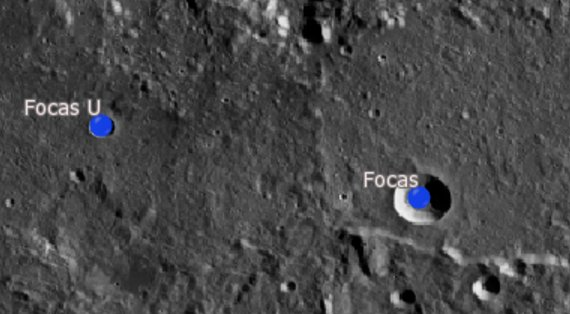
月球轨道器拍摄

| 福卡 | 纬度     | 经度     | 直径      |
| ---- | -------- | -------- | --------- |
| U    | 32.67° S | 98.58° W | 9.47 公里 |

## 另请参阅
- Andersson, L. E.; Whitaker, E. A. . NASA RP-1097. 1982.
- Blue, Jennifer. . USGS. July 25, 2007  [2007-08-05]. （原始内容存档于2018-12-25）.
- Bussey, B.; Spudis, P. . New York: Cambridge University Press. 2004. ISBN 978-0-521-81528-4.
- Cocks, Elijah E.; Cocks, Josiah C. . Tudor Publishers. 1995. ISBN 978-0-936389-27-1.
- McDowell, Jonathan. . Jonathan's Space Report. July 15, 2007  [2007-10-24]. （原始内容存档于2018-12-25）.
- Menzel, D. H.; Minnaert, M.; Levin, B.; Dollfus, A.; Bell, B. . Space Science Reviews. 1971, 12 (2): 136–186. Bibcode:1971SSRv...12..136M. doi:10.1007/BF00171763.
- Moore, Patrick. . Sterling Publishing Co. 2001. ISBN 978-0-304-35469-6.
- Price, Fred W. . Cambridge University Press. 1988. ISBN 978-0-521-33500-3.
- Rükl, Antonín. . Kalmbach Books. 1990. ISBN 978-0-913135-17-4.
- Webb, Rev. T. W.  6th revised. Dover. 1962. ISBN 978-0-486-20917-3.
- Whitaker, Ewen A. . Cambridge University Press. 1999. ISBN 978-0-521-62248-6.
- Wlasuk, Peter T. . Springer. 2000. ISBN 978-1-85233-193-1.